# Becerril (Segovia)
Becerril es una localidad española del municipio de Riaza, en la provincia de Segovia. Está situada en la vertiente norte de la sierra de Ayllón.

## Historia
La primera noticia escrita que se tiene de Becerril es de 1353 de nuestra era (en el documento original figura en 1391 porque es de la era Hispánica), en que aparece en la estadística de iglesias de la diócesis de Sigüenza, como perteneciente al arciprestazgo de Ayllón "la eglesia de Becerrir son dos beneficios, el uno es curado rinde 130 m, el otro beneficio del absente rinde 100 m" (maravedies). Todo ello está recogido en el libro Historia de la Diócesis de Sigüenza y de sus obispos del obispo Toribio Minguella. Formaba parte del sexmo de la sierra de la Comunidad de Villa y Tierra de Ayllón.
En un intento de reforma de los límites provinciales a inicios del siglo XIX, se la integró en la provincia de Burgos, desligándola de la de Segovia. Dicha división quedó derogada y al realizarse la actual división de provincias, en 1833 dicha Comunidad de Ayllón quedó fraccionada, repartiéndose sus pueblos entre Segovia, Soria y Guadalajara.

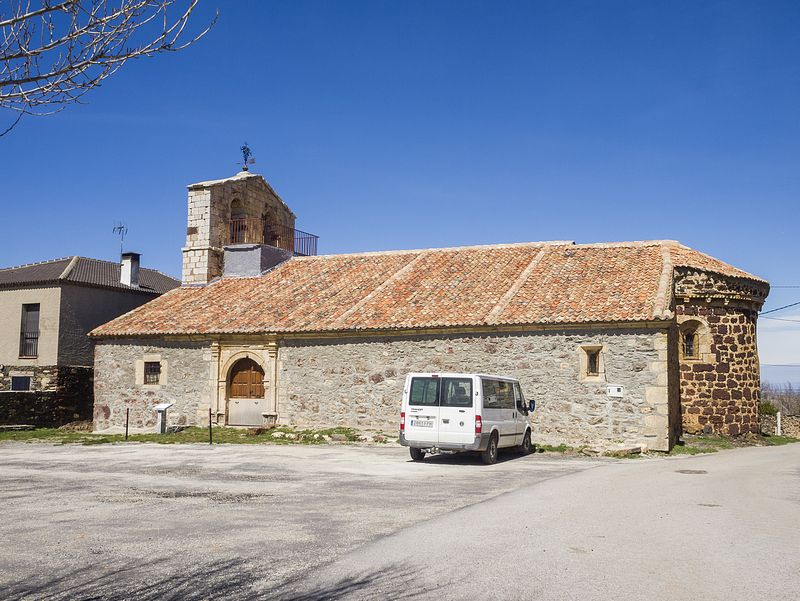
Iglesia de Becerril

Estuvo bajo el señorío del marqués de Villena. Eclesiásticamente perteneció a la diócesis de Sigüenza, hasta que pasó a la diócesis de Segovia en 1953.
Administrativamente el municipio, hasta entonces independiente, fue agregado en 197912 al Ayuntamiento de Riaza, al cual pertenece actualmente.

## Demografía
| Gráfica de evolución demográfica de Becerril entre 1842 y 1970 |
| |
| Población de derecho según los censos de población del INE Población de hecho según los censos de población del INEEntre el censo de 1981 y el anterior, este municipio desaparece porque se integra en el municipio 40170 (Riaza) |

- Según el Censo de Pecheros de Carlos I de 1528 había 57 vecinos pecheros (o con obligación de pagar impuestos)
- Según el Censo de la Sal de 1631 hay 40 vecinos obligados a pagar y 1360 ganados, por 40 fanegas de sal, 2400 (millones a maravedíes 7790)
- Según el Diccionario de Pascual Madoz en 1848 había 58 vecinos, 235 almas en 54 casas (escuela con unos 20 alumnos).

| 10            | 10 | 13 | 13 | 10 | 10 | 10 | 8 | 9 | 9 | 7 | 3 | 4 |
| (Fuente: INE) |    |    |    |    |    |    |   |   |   |   |   |   |

## Administración y política
Becerril fue municipio independiente con ayuntamiento propio hasta el 8 de junio de 1979.
| Periodo   | Nombre                    | Partido | Partido |
| --------- | ------------------------- | ------- | ------- |
| 1979-1983 | Porfirio Izquierdo Martín |         | UCD     |
| 1983-1987 | -                         |         | -       |